# Etiqueta energética de la Unión Europea

Etiqueta energética de la Unión Europea de un refrigerador.

La Directiva 92/75EC estableció un etiquetado informativo del consumo energético. La directiva se implementó mediante otras directivas. Por consiguiente, la mayoría de electrodomésticos y vehículos deben disponer de una etiqueta energética de la Unión Europea visible a la hora de comprarse o alquilarse. La etiqueta clasifica la eficiencia energética del producto mediante una escala de la A a la G, siendo «A» la más eficiente y «G» la menos eficiente. Las etiquetas también proporcionan otros datos de interés para el cliente a la hora de elegir entre diferentes modelos. Las información también debe mostrarse en catálogos y debe ser incluida en los sitios web de los vendedores.
En un intento para continuar con los avances en cuestión de eficiencia, se han introducido las clasificaciones «A+», «A++» y «A+++». En 2010 el diseño de la etiqueta se modificó para que use pictogramas en lugar de palabras con la finalidad de que una misma etiqueta sirva en diferentes países. Las exigencias se van adaptando según avanza la tecnología y lo que en 2020 eran A++ en la actualidad puede ser una D.
La Directiva 92/75/EC fue sustituida por la Directiva 2010/30/EU y entró en vigor el 31 de julio de 2011, y nuevamente fue reemplazada por el Reglamento 2017/1369/UE a partir del 1 de agosto de 2017.  Los requisitos de etiquetado actualizados entraron en vigor en 2021. La fecha exacta depende del reglamento delegado respectivo (por ejemplo, las etiquetas del lavavajillas cambian el 1 de marzo de 2021). 

## Grandes electrodomésticos

Etiqueta energética de un lavavajillas. Modelo anterior a 2010.

### Etiquetado
Las etiquetas energéticas se dividen en al menos cuatro categorías:
- Detalles del aparato: aplicación y detalles específicos como el modelo y materiales.
- Clasificación energética: un color asociado a una letra (de la A a la G) que ofrece una idea del consumo eléctrico del aparato.
- Consumo, eficiencia, capacidad, etc.: esta sección proporciona información que depende del uso del aparato.
- Ruido: el ruido que causa el aparato, medido en decibelios.

### Frigoríficos
Para los electrodomésticos refrigeradores tales como frigoríficos y congeladores, el etiquetado se basa en el índice de eficiencia energética (EEI), que es el consumo anual basado en la capacidad de almacenado y tipo de electrodoméstico.
|      |      |         |      |      |      |       |       |       |       |
| A+++ | A++  | A+      | A    | B    | C    | D     | E     | F     | G     |
| < 22 | < 33 | < 42/44 | < 55 | < 75 | < 95 | < 110 | < 125 | < 150 | > 150 |

1. ↑  El valor límite entre la clasificación «A» y «A+» era de 44 hasta el 1 de julio de 2014 y 42 a partir de entonces.

La etiqueta también incluye:
- El consumo eléctrico anual, en kWh.
- La capacidad de almacenamiento, en litros, para frigoríficos y congeladores.
- El ruido que produce, en dB(A).

### Lavadoras y secadoras
Hasta 2010, la eficiencia energética de las lavadoras se calculaba basándose en un ciclo de algodón a 60 °C con la carga máxima admisible (generalmente 6 kg). El índice de eficiencia energética viene en kWh por kg de lavado, suponiendo un suministro de agua a 15 °C.
|        |        |        |        |        |        |        |
| A      | B      | C      | D      | E      | F      | G      |
| < 0,19 | < 0,23 | < 0,27 | < 0,31 | < 0,35 | < 0,39 | > 0,39 |

La etiqueta también incluye:
- El consumo total por ciclo.
- El rendimiento del lavado, con una clasificación de la A a la G.
- El rendimiento del centrifugado, con una clasificación de la A a la G.
- La velocidad máxima de giro.
- La capacidad total, en kg.
- El consumo de a agua por ciclo, en litros.
- El ruido producido, en db(A).

El rendimiento del lavado se mide de acuerdo al estándar armonizado europeo EN 60456 y supone un ciclo de 60 °C en muestras de tela con manchas de aceite, sangre, chocolate, sebo y vino tinto, usando un detergente estándar y comparándose con una lavadora de referencia. La cantidad de manchas eliminadas se traducen en un índice de eficiencia de lavado.
|        |        |        |        |        |        |        |
| A      | B      | C      | D      | E      | F      | G      |
| > 1,03 | > 1,00 | > 0,97 | > 0,94 | > 0,91 | > 0,88 | < 0,88 |

El rendimiento del centrifugado se basa en el contenido de humedad restante (RMC), que se calcula como la masa del agua dividida entre la masa seca de las muestras de algodón. Se basa en una media de lavados con ciclos de carga máxima y parcial.
|      |      |      |      |      |      |      |
| A    | B    | C    | D    | E    | F    | G    |
| > 45 | > 54 | > 63 | > 72 | > 81 | > 90 | < 90 |

En 2010 se introdujo una nueva etiqueta energética basada en el índice de eficiencia energética (EEI) con un rango de A+++ a D. El índice de eficiencia energética mide el consumo eléctrico anual –incluyendo el gasto energético durante los modos de suspensión– y la energía consumida en 220 ciclos de lavado. Para los ciclos de lavado se utiliza una combinación de ciclos al 42 % de carga a 60 °C, al 29 % a 60 °C y al 29 % a 40 °C. La eficiencia de lavado ya no se mide, pues todas las lavadoras deben alcanzar la clase A obligatoriamente.
|      |       |       |       |       |       |      |
| A+++ | A++   | A+    | A     | B     | C     | D    |
| < 46 | 46-52 | 52-59 | 59-68 | 68-77 | 77-87 | > 87 |

Para las secadoras la eficiencia energética se calcula usando el ciclo de secado de algodón con una carga máxima declarada. El índice de eficiencia energética está en kWh por kg de carga. Hay dos escalas diferentes para secadoras de condensación y ventilación.
|                           |        |        |        |        |        |        |        |
| A                         | B      | C      | D      | E      | F      | G      |        |
| Secadoras de condensación | < 0,55 | < 0,64 | < 0,73 | < 0,82 | < 0,91 | < 1,00 | > 1,00 |
| Secadoras de ventilación  | < 0,51 | < 0,59 | < 0,67 | < 0,75 | < 0,83 | < 0,91 | > 0,91 |

La etiqueta también incluye:
- El consumo energético por ciclo.
- La capacidad total de algodón.
- Si la secadora es de ventilación o condensación.
- El ruido que produce, en dB(A).

Para las lavadoras secadoras la eficiencia energética se calcula usando el ciclo de secado de algodón con la carga máxima declarada. El índice de eficiencia está en kWh por kg de carga.
|        |        |        |        |        |        |        |
| A      | B      | C      | D      | E      | F      | G      |
| < 0,68 | < 0,81 | < 0,93 | < 1,05 | < 1,17 | < 1,29 | > 1,29 |

La etiqueta también contiene:
- El consumo energético por ciclo (lacado y secado).
- El consumo energético por ciclo (solo lavado).
- Rendimiento del lavado, con una valoración de la A a la G.
- La velocidad máxima de giro.
- La capacidad total de algodón (lavado y secado por separado).
- El consumo de agua a carga máxima para lavado y secado. Nótese que las secadoras de condensación pueden usar cantidades importantes de agua durante el secado.
- El ruido que produce, en dB(A) (para lavado, centrifugado y secado por separado).

### Lavavajillas
La eficiencia energética de los lavaplatos se calcula en base al número de cubiertos. Estos son los valores para un lavavajillas de 12 cubiertos hasta 2010:
|        |        |        |        |        |        |        |
| A      | B      | C      | D      | E      | F      | G      |
| < 1,06 | < 1,25 | < 1,45 | < 1,65 | < 1,85 | < 2,05 | > 2,05 |

Desde 2010 se utiliza un nuevo sistema basado en el índice de eficiencia energética (EEI), que tiene en cuenta el consumo eléctrico anual, asumiendo 280 ciclos. Para un lavaplatos de 12 cubiertos, un índice de eficiencia energética de 100 corresponde a 462 kWh al año.
|      |      |      |      |      |      |      |
| A+++ | A++  | A+   | A    | B    | C    | D    |
| < 50 | < 56 | < 63 | < 71 | < 80 | < 90 | > 90 |

La etiqueta también incluye:
- El consumo eléctrico, en kWh/ciclo.
- La eficiencia del ciclo del lavado, con una valoración de A a G.
- La eficiencia del ciclo de secado, con una valoración de A a G.
- La capacidad, en número de cubiertos.
- El consumo de agua por ciclo, en litros.
- El ruido que produce, en dB(A).

### Hornos
Para los hornos, la etiqueta también incluye:
- La eficiencia, con una valoración de A a G.
- El consumo eléctrico, en kW/h.
- El volumen, en litros.
- El tipo

## Aire acondicionado
Para las máquinas de aire acondicionado, la directiva se aplica únicamente a aparatos de menos de 12 kW. La etiqueta incluye:
- El modelo.
- La categoría de eficiencia energética, con una valoración de A a G.
- El consumo eléctrico anual, suponiendo un uso a carga máxima durante 500 horas al año.
- La refrigeración a carga máxima, en kW.
- El ratio de eficiencia energética en modo frío a máxima carga.
- El tipo (solo frío o frío/calor).
- El modo de refrigeración (aire o líquido).
- El ruido que produce, en dB.

Los climatizadores que poseen funciones de calor además incluyen:
- El calor producido a máxima carga, en kW.
- La categoría de eficiencia energética para el modo de calor, con una valoración de A a G.

|                                       |       |         |         |         |         |         |       |
| A                                     | B     | C       | D       | E       | F       | G       |       |
| Frío (Ratio de eficiencia energética) | > 3,2 | 3,0-3,2 | 2,8-3,0 | 2,6-2,8 | 2,4-2,6 | 2,2-2,4 | < 2,2 |
| Calor (Coeficiente de operatividad)   | > 3,6 | 3,4-3,6 | 3,2-3,4 | 3,0-3,2 | 2,8-3,2 | 2,6-2,8 | < 2,4 |

## Bombillas

Clases de energía de bombillas en función de la luminosidad y consumo eléctrico.

Todas las etiquetas de bombillas y tubos (incluyendo las lámparas incandescentes, luminarias fluorescenes y las lámparas led) contienen la siguiente información:
- Eficiencia energética, categorizada de A a G.
- El flujo luminoso de la bombilla, en lúmenes.
- Consumo eléctrico de la lámpara, en vatios.
- Vida media, en horas.

De acuerdo al consumo eléctrico de la bombilla relativo a una convencional (GLS o incandescente), la bombilla se clasifica en las siguientes clases:
|           |        |        |        |         |         |         |
| A         | B      | C      | D      | E       | F       | G       |
| < 18-25 % | < 60 % | < 80 % | < 95 % | < 110 % | < 130 % | > 130 % |

La clase A se determina de un modo distinto, razón por la cual tiene un porcentaje variable.[cita requerida]
En 2012 se introdujeron las clases A+ y A++ y clasificaciones en función de si las lámparas son direccionales o no direccionales. Las lámparas direccionales son aquellas que tienen al menos un 80 % del flujo luminoso en un ángulo sólido de π sr (que corresponde a un cono con un ángulo de 120°).
|                           |        |        |        |        |         |         |         |
| A++                       | A+     | A      | B      | C      | D       | E       |         |
| Lámparas no direccionales | < 11 % | < 17 % | < 24 % | < 60 % | < 80 %  | < 95 %  | > 95 %  |
| Lámparas direccionales    | < 13 % | < 18 % | < 40 % | < 95 % | < 120 % | < 175 % | > 175 % |

| Tecnología de la lámpara                               | Clase energética | Clase energética | Clase energética | Clase energética | Clase energética | Clase energética | Clase energética | Clase energética | Clase energética | Clase energética |
| Tecnología de la lámpara                               | A+++             | A++              | A+               | A                | B                | C                | D                | E                | F                | G                |
| ------------------------------------------------------ | ---------------- | ---------------- | ---------------- | ---------------- | ---------------- | ---------------- | ---------------- | ---------------- | ---------------- | ---------------- |
| Lámparas de vapor de sodio                             |                  |                  |                  |                  |                  |                  |                  |                  |                  |                  |
| Lámparas led                                           |                  |                  |                  |                  |                  |                  |                  |                  |                  |                  |
| Lámparas fluorescentes compactas de tubos              |                  |                  |                  |                  |                  |                  |                  |                  |                  |                  |
| Lámparas fluorescentes compactas con forma de bombilla |                  |                  |                  |                  |                  |                  |                  |                  |                  |                  |
| Lámparas halógenas con recubrimiento infrarrojo        |                  |                  |                  |                  |                  |                  |                  |                  |                  |                  |
| Lámparas halógenas de gas xenón, 230 V                 |                  |                  |                  |                  |                  |                  |                  |                  |                  |                  |
| Lámparas halógenas convencionales, 12–24 V             |                  |                  |                  |                  |                  |                  |                  |                  |                  |                  |
| Lámparas halógenas convencionales, 230 V               |                  |                  |                  |                  |                  |                  |                  |                  |                  |                  |
| Lámparas incandescentes                                |                  |                  |                  |                  |                  |                  |                  |                  |                  |                  |

Desde septiembre de 2009, las bombillas domésticas deben ser de clase A, con la excepción de las lámparas transparentes. Para este tipo de bombillas se necesita alcanzar una clase C o mejor en un plazo hasta septiembre de 2012 y una clase B o mejor a partir de septiembre de 2016.

### Cálculo
Las lámparas incandescentes y tubos fluorescentes con y sin balasto integrado pueden dividirse en dos clases de eficiencia energética. Este división se produjo mediante la Directiva 98/11/EC el 27 de enero de 1998 e incluye lámparas que no están catalogadas para uso doméstico. Las fuentes de luz de más de 6500 lm y las que no operan con voltajes corrientes quedan excluidas. La clase de eficiencia energética se determina de la siguiente manera (Φ es el flujo luminoso en lúmenes y P es el consumo de la lámpara en vatios):
Las lámparas obtienen clasificación A si:
{\displaystyle P\leq 0.240\cdot {\sqrt {\Phi }}+0.0103\cdot \Phi .}
Los tubos fluorescentes sin balasto integrado obtienen clasificación A si:
{\displaystyle P\leq 0.150\cdot {\sqrt {\Phi }}+0.0097\cdot \Phi .}
La clasificación en el rango B-G se basa en el porcentaje (índice de eficiencia energética) respecto a la potencia de referencia y consumo de una bombilla estándar con idéntico flujo luminoso:
{\displaystyle P_{\mathrm {R} }={\begin{cases}0.88\cdot {\sqrt {\Phi }}+0.049\cdot \Phi &(\Phi >34{\mbox{ lm}})\\0.2\cdot \Phi &(\Phi \leq 34{\mbox{ lm}})\end{cases}}}

## Televisores
En 2010 se introduce la etiqueta energética para televisores. La clase energética se determina mediante el índice de eficiencia energética (EEI), que es el consumo eléctrico relativo a un consumo de referencia. Este consumo de referencia es el de un televisor normal con una pantalla de área A:
{\displaystyle P_{\mathrm {ref} }=P_{\mathrm {basic} }+4.3224\,\mathrm {[W/dm^{2}]} \cdot A.}
Donde {\displaystyle P_{\mathrm {basic} }=20W} para un televisor con un sintonizador y sin disco duro.
Debido al cambio a la televisión digital terrestre, todos los televisores de la Unión Europea cuentan con un sintonizador digital y otro analógico; así que la potencia de referencia se incrementó a 24 vatios de la siguiente manera:
{\displaystyle P_{\mathrm {ref} }=24\,\mathrm {[W]} +4.3224\,\mathrm {[W/dm^{2}]} \cdot A} para televisores con dos o más sintonizadores.
Si se añade un disco duro, se usa la siguiente fórmula:
{\displaystyle P_{\mathrm {ref} }=28\,\mathrm {[W]} +4.3224\,\mathrm {[W/dm^{2}]} \cdot A} para televisores con disco(s) duro(s) y dos o más sintonizadores.
Por ejemplo, un televisor con una diagonal de 82 cm (32 pulgadas) tiene un área de pantalla A = 28,7 dm² y le corresponde un consumo de referencia de 144 W.
|        |        |        |        |        |        |        |        |         |         |
| A+++   | A++    | A+     | A      | B      | C      | D      | E      | F       | G       |
| < 10 % | < 16 % | < 23 % | < 30 % | < 42 % | < 60 % | < 80 % | < 90 % | < 100 % | > 100 % |

Otro dato que se incluye en la etiqueta es el consumo de energía anual en modo encendido , en kWh, que se calcula como E = 1,46 × P.
El índice de eficiencia energética y el consumo de energía anual en modo encendido se reducen un 5 % si se cumplen las siguientes condiciones para los televisores con control automático del brillo:
- La luminancia de la televisión en modo doméstico o en modo encendido, tal como fije el proveedor, se reduce automáticamente entre una intensidad de luz ambiente de al menos 20 lux y 0 lux.
- El control automático de brillo se activa en las condiciones de modo doméstico o modo encendido de la televisión fijadas por el proveedor.

## Automóviles

Etiqueta de CO_{2} de un coche irlandés.

Para vehículos a motor     , el valor que se usa para determinar la clase no es la eficiencia energética, sino las emisiones de dióxido de carbono por kilómetro:
|       |       |       |       |       |       |       |
| A     | B     | C     | D     | E     | F     | G     |
| < 100 | < 120 | < 140 | < 160 | < 200 | < 250 | > 250 |

En la etiqueta también se incluye la siguiente información:
- Marca del vehículo.
- Modelo del vehículo.
- Versión del vehículo.
- Tipo de combustible.
- Tipo de transmisión
- Peso del vehículo.
- Diferentes consumos de combustible (urbano, extraurbano y mixto).
- Gramos de CO2 emitidos por kilómetro.

## Neumáticos
En 2012 se introdujo la etiqueta de eficiencia para neumáticos. La etiqueta de neumáticos muestra tres atributos de neumático: la resistencia al rodamiento, la eficacia del frenado sobre suelo mojado y el ruido de rodadura exterior. El etiquetado de neumáticos se aplica a los de coches, furgonetas y camiones. Con las siguientes excepciones:
- Neumáticos recauchutados.
- Neumáticos todoterreno profesionales.
- Neumáticos diseñados para ser montados exclusivamente en los vehículos matriculados por primera vez antes del 1 de octubre de 1990.
- Neumáticos de repuesto de uso provisional de tipo T.
- Neumáticos cuyo índice de velocidad sea inferior a 80 km/h.
- Neumáticos cuya llanta tenga un diámetro nominal inferior o igual a 254 mm, o igual o superior a 635 mm.
- Neumáticos equipados con dispositivos adicionales para mejorar sus cualidades de tracción, como los neumáticos con clavos.
- Neumáticos diseñados para su montaje en vehículos destinados exclusivamente a las carreras.